# Epione
Epione var i grekisk mytologi en helande gudinna, gift med läkekonstens gud Asklepios och mor till bland andra Hygieia, Panakeia och Akeso.